# Paul Moulden
Paul Anthony Joseph Moulden, angleški nogometaš, * 6. september 1967, Farnworth, Lancashire, Anglija, Združeno kraljestvo.

## Igralska kariera
Kot mladinec se je Moulden vpisal v Guinnessovo knjigo rekordov, ko je za mladinsko vrsto do 15 let kluba Bolton Lads v eni sezoni zabil 340 golov. Leta 1984 je prestopil v klub Manchester City, kjer je bil član enajsterice, ki je leta 1986 osvojila mladinski FA pokal. V prvi postavi je prvič zaigral 1. januarja 1986 na tekmi proti klubu Aston Villa. Za prvo postavo je zaigral še dvakrat v isti sezoni, ko je obakrat zamenjal poškodovane igralce. Sezono je sicer končal kot najboljši strelec rezervne ekipe. Konec leta 1986 si je priboril stalno mesto v prvi postavi, prvič pa je za prvo enajsterico zadel 8. novembra 1986 na tekmi proti Aston Villi, ko je City zmagal s 3:1. Zaradi zlomljene noge ni zaigral na prvih treh tekmah sezone 1987–88. V naslednji sezoni je nato kot stalni član prve ekipe končal sezono kot najboljši strelec Cityja. V tej sezoni je na 36 nastopih zbral 13 golov in s tem bistveno pripomogel klubu, da se je uvrstil v prvo ligo angleškega prvenstva. Kljub temu rezultatu ga je klub na začetku naslednje sezone prodal klubu Bournemouth v zameno za Iana Bishopa.
Na jugu Anglije je Moulden ostal vsega sedem mesecev in v tem času v 37 nastopih zbral 13 golov, nato pa v zadnjem dnevu transferjev odšel v Oldham Athletic V treh letih pri tem klubu je imel veliko težav s poškodbami tako, da je v treh sezonah nastopil le na 19. tekmah. Kasneje je bil posojen v Brighton. V sezoni 1993 je bil prodan klubu Birmingham City, od koder je leta 1995 za eno sezono odšel v Huddersfield. Med letoma 1995 in 1996 je igral za Rochdale.
Leta 1999 se je upokojil, že pred tem pa je odprl restavracijo s hitro prehrano in je amatersko igral le še za Accrington Stanley ter Bacup Borough. Po končani karieri nogometaša je treniral mladince pri old boys' club ter na akademiji Manchester Cityja.